# روي إستيفيز
روي إستيفيز (30 يناير 1967 بلشبونة في البرتغال - ) هو مدرب كرة قدم ولاعب كرة قدم برتغالي في مركز الوسط. لعب مع برمنغهام سيتي ولوليتيانو ونادي أولهانينسي ونادي بكين سينوبو غوان ونادي بنفيكا ونادي بوسان أي بارك ونادي بيلينينسش ونادي فيتوريا سيتوبال وS.C.U. Torreense ‏ ونادي فارنزي.

## وصلات خارجية
- روي إستيفيز على موقع دوري كوريا الجنوبية (الإنجليزية)
- روي إستيفيز على موقع قاعدة بيانات كرة القدم.إي يو (الإنجليزية)